# 路緣

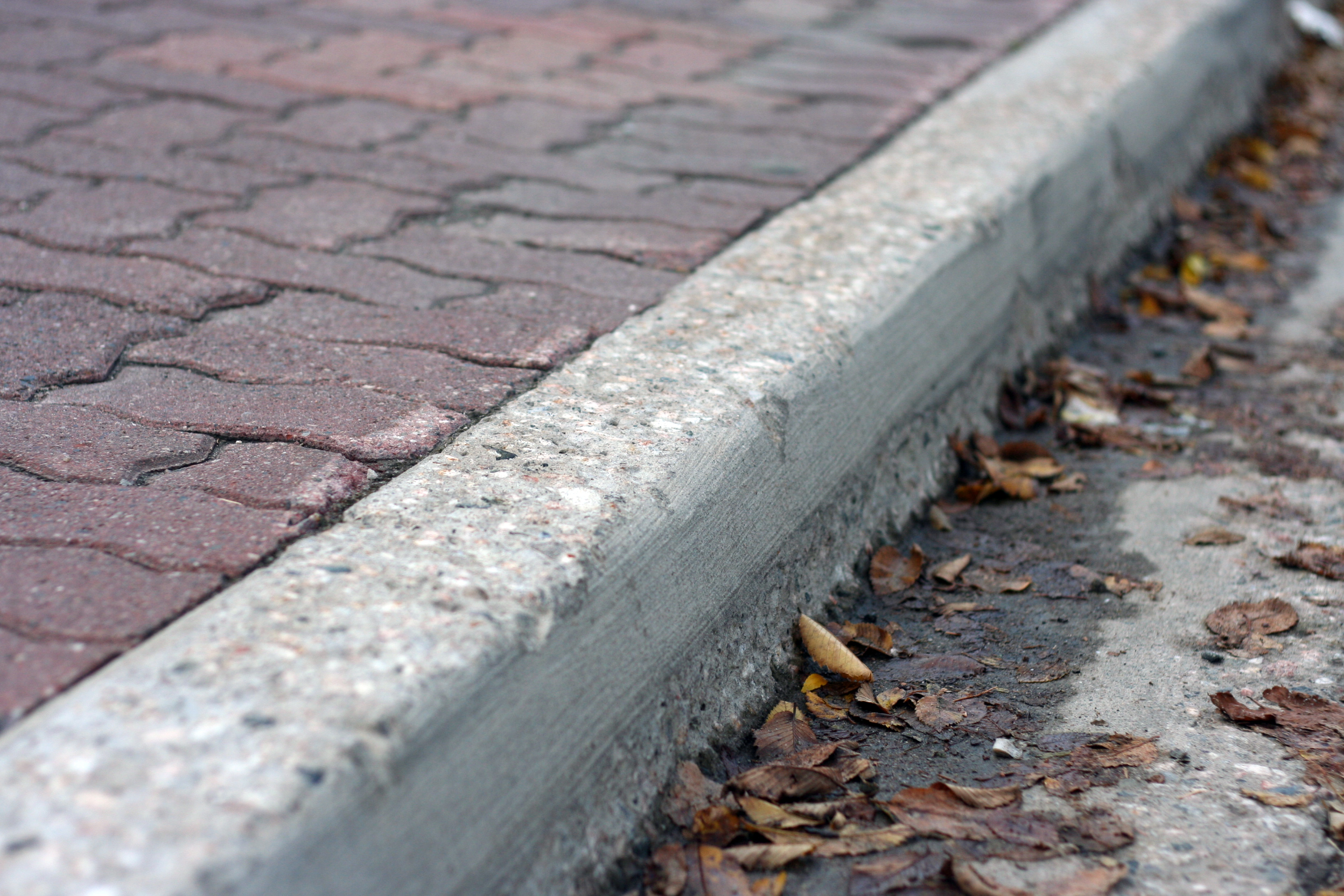
加拿大安大略省德賴登的一處路緣。

路緣，又稱路緣石、道牙石、路邊石、路牙石、马路沿、馬路牙子（部分北方方言），是指在人行道、道路中央分隔帶或路肩旁的邊緣。

## 歷史

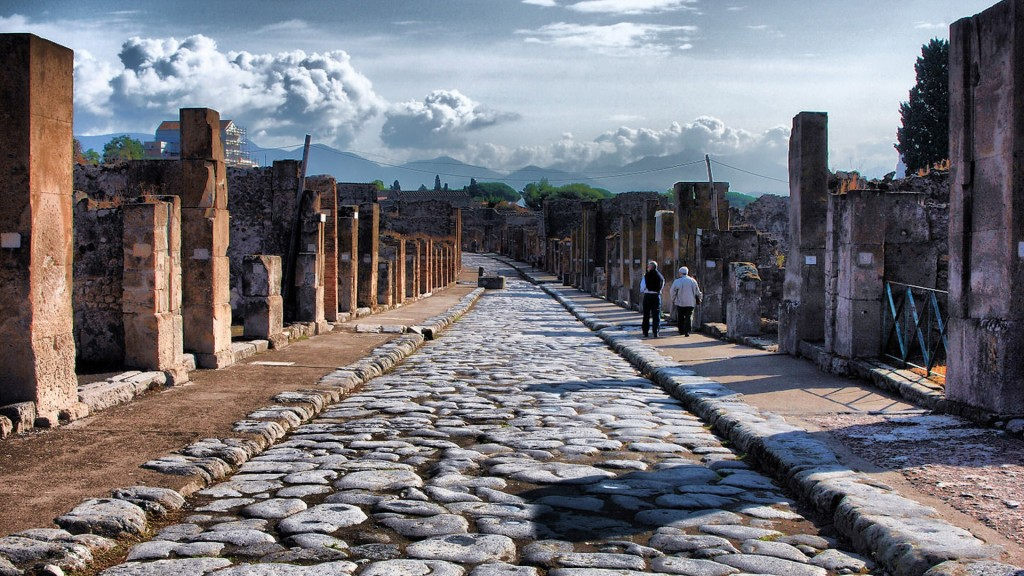
龐貝城的石頭路和旁邊的路緣。

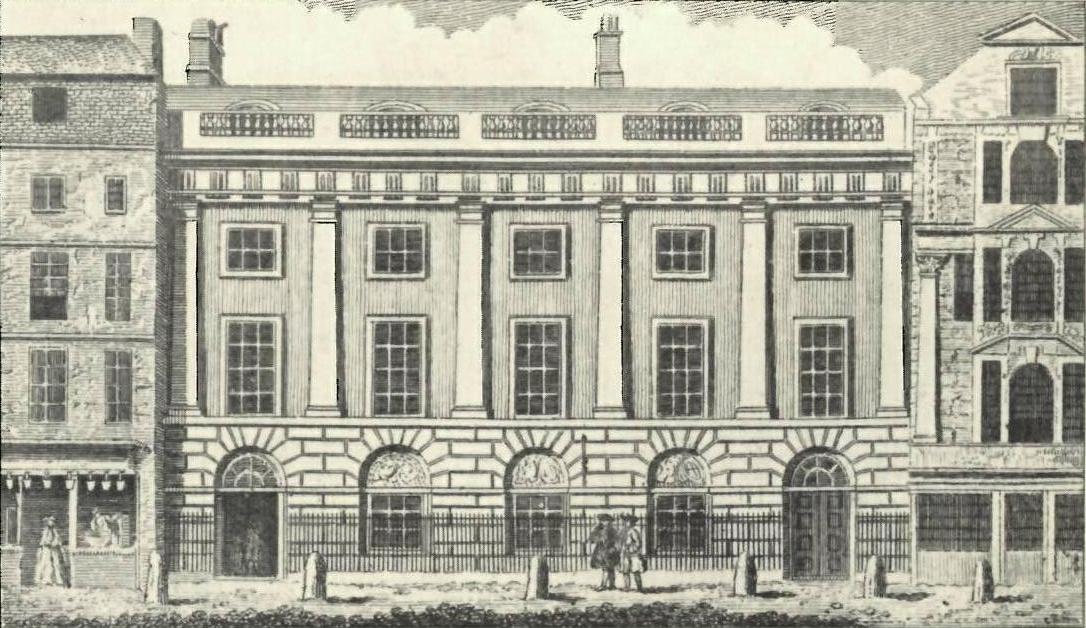
1766年的倫敦東印度大樓以六根柱子分隔人行道和馬路，此分隔方法至該世紀末已被路緣取代。

路緣在歷史上已經存在了一段頗長的時間，最早可追溯至龐貝城，但是直至到城市美化浪潮在18世紀興起後才開始變得普遍。英國下議院在18世紀通過了一連串道路修葺法案，當中於1766年獲通過的《修路及照明法案》（Paving & Lighting Act）授權倫敦市法團為倫敦所有街道建造人行道，並使用珀貝克硬石灰石鋪設人行道路面，同時將人行道自車行的普通道路升高一級，再以路緣分隔開。在此之前，大部份街道都只是以小木柱劃分開人行道和車行道。法案同時要求倫敦市法團對道路進行定期清潔和維修保養，法團亦自1766年開始為此徵收稅項。
19世紀初，蘇格蘭工程師約翰·勞登·麥克亞當研發出馬卡丹建路法，並隨即受廣泛採用，路緣自始成為了倫敦街道上不可或缺的一部分。

## 特點和用途

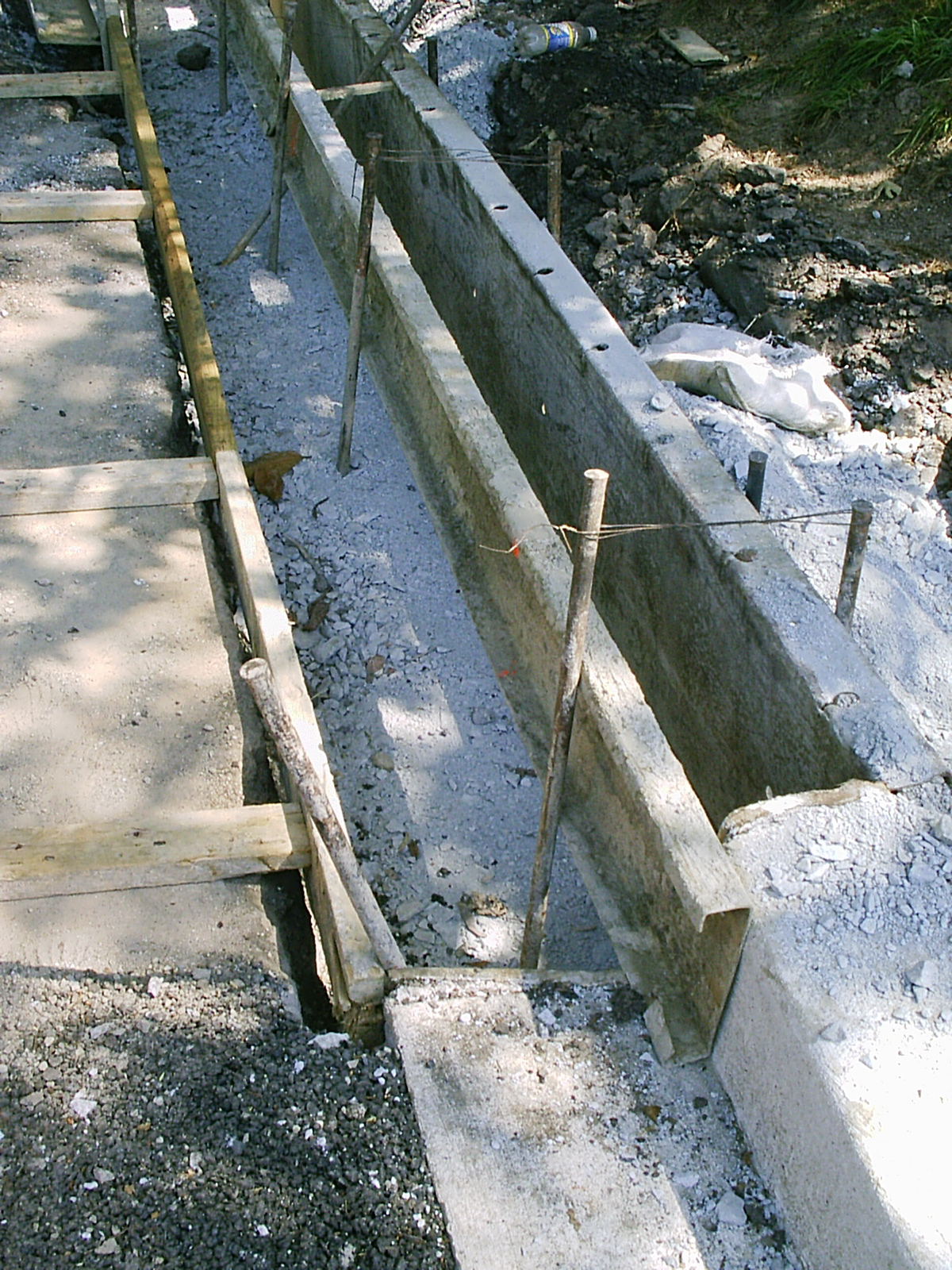
有待倒進混凝土的金屬路緣模型。

路緣具有多種用途，例如在車速較低的環境下可以阻礙車輛駛上行人路，有效地達到誘導車輛和保護行人的用途。不過路緣並不適合單獨使用在車速一般較高的道路和高速公路上，因為高速碰上路緣的車輛不僅不會被彈回來而保障路人安全，反之有可能會順勢衝上人行道和翻車，對途人造成更大危險，因此高速道路和郊區道路較適合使用交通护栏作為主要防撞設施，並放置於路緣之後，減低車輛飛越路緣的機會。在高速環境下設置的路緣主要用作引導雨水至排水口，例如在橋樑附近的道路會採用路緣引導雨水來避免金屬結構受到侵蝕。而對於行人而言，路緣可以提醒行人在馬路前減慢或停下來。
路緣對行動不便的人士來說會構成行動上的阻礙。1945年，美國密歇根州卡拉馬祖建造了全國首個路緣坡，以推動市中心的無障礙化。

### 製造原料

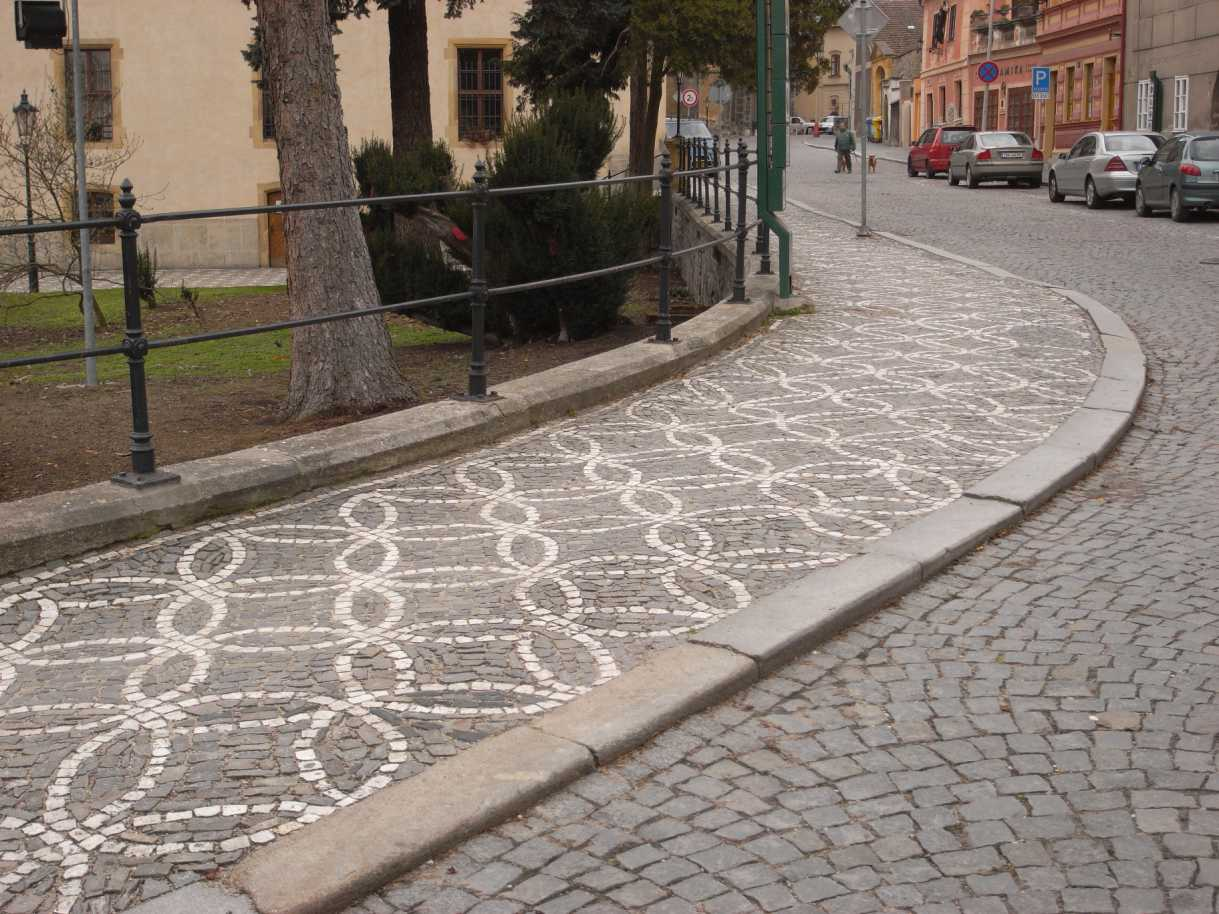
捷克庫特納霍拉的花崗岩路緣。

路緣多以混凝土、瀝青或石材製成，當中花崗岩在美觀上更受歡迎，也更耐除冰用的鹽分侵蝕。在有花崗岩供應的地區，花崗岩路緣在成本上與混凝土路緣具競爭力，但若花崗岩路緣的表面磨得不夠平滑的話有機會劃破車輛的車胎。

### 高度
多數路緣伸延至路面以下。計算埋在路面下的部分，路緣一般高度為16英寸（410）。英國某些行人較多的地方及油站附近採用較高的路緣，高度為14英寸（36）並併設向內傾斜的凹坑，以保護行人。

### 排水
排水需求較高的地區會使用併設排水坑的路緣，但這類路緣與排水坑存在縱向伸延的接縫，若兩者老化變形則其接縫有機會對騎單車的使用者帶來危險。
美國加州曾推動標準化路緣設計，內嵌24英寸（610）的排水坑，並期望以較高建造成本換取較低的維護成本。